# Stephen Dudley Field

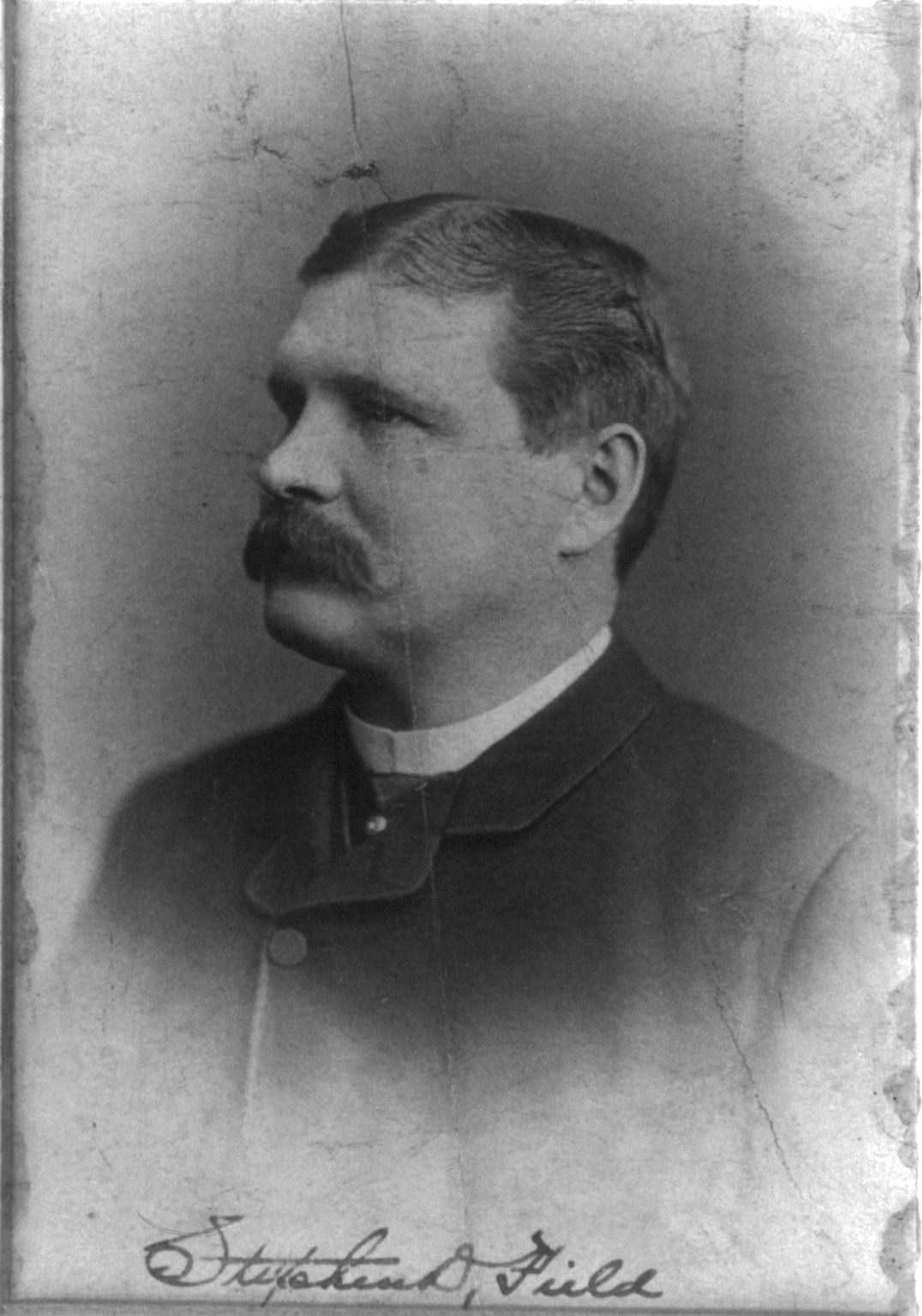

Stephen Dudley Field (* 31. Januar 1846 in Stockbridge (Massachusetts); † 18. Mai 1913 ebenda) war ein US-amerikanischer Erfinder.

## Leben
Er konstruierte einen Telegrafen, wobei er auch erstmals erfolgreich Dynamos verwandt. Ferner konstruierte er einen elektrischen Aufzug und einen Stock Ticker.
1874 installierte er in New York City die erste elektrische Straßenbahn. 1881 nutzte er das Gleis erstmals als Rückleiter. In dem Zusammenhang geriet er in einen Patentstreit mit Edison und Siemens.
Er hatte über 200 Patente, von den er 1896 eine große Zahl an General Electric und Westinghouse verkaufte.